# Parafia Narodzenia Najświętszej Maryi Panny w Szynkielowie
Parafia Narodzenia Najświętszej Maryi Panny w Szynkielowie – parafia rzymskokatolicka znajdująca się w archidiecezji częstochowskiej, w dekanacie osjakowskim.

## Historia
Samodzielna placówka duszpasterska w Szynkielowie (ekspozytura) została powołana 27 czerwca 1937 roku przez bp. Teodora Kubinę. 1 kwietnia 1957 roku bp Zdzisław Goliński podniósł ekspozyturę do rangi parafii. W latach 1936–1937 wzniesiono kościół. W sierpniu 1959 roku świątynia została konsekrowana przez bp. Zdzisława Golińskiego.

## Proboszczowie
Źródło: strona parafii
- ks. Marian Iwański (1937–1941)
- ks. Stanisław Musiał (1945)
- ks. Władysław Konieczka (1945–1946)
- ks. Marian Łosoś (1946–1948)
- ks. Stefan Kotwa (1948–1949)
- ks. Fryderyk Piecha (1949–1957)
- ks. Stefan Jędrzejczyk (1957–1982)
- ks. Tadeusz Bijata (1982–1986)
- ks. Zdzisław Kazimierz Gwiazda (1986–2005)
- ks. Jacek Fryś (od 2005)